# Horst Saalfrank
Horst Saalfrank (* 9. August 1922; † 27. Juli 2014) war ein deutscher Funktionär des Kulturbundes der DDR, Redakteur, Kommunalpolitiker und Heimatforscher.

## Leben
Horst Saalfrank wurde zur Wehrmacht einberufen und nahm aktiv am Zweiten Weltkrieg teil. Er geriet in sowjetische Kriegsgefangenschaft, aus der er 1949 zurückkehrte. Nach erfolgter beruflicher Qualifikation und Aneignung marxistisch-leninistischer Grundlagen wurde er von 1954 bis 1961 Mitarbeiter beim Rat des Kreises Marienberg, wo er zunächst Sachbearbeiter für Volkskunst und später Leiter des Volkskunstkabinetts war. Ab 1962 wurde er Kreissekretär des Kulturbundes zur demokratischen Erneuerung Deutschlands in Marienberg. Als solcher war er spätestens seit 1964 der verantwortliche Redakteur der Monatsblätter Unsere Heimat. Er bereicherte nicht nur durch Artikel, sondern auch durch eigene Zeichnungen diese Zeitschrift. Einige wenige Zeichnungen von ihm ließ er später auch als Künstlerkarten drucken, so die Ansicht der Pulvermühle Olbernhau nach einem alten Foto. 1969 erweiterte Horst Saalfrank die Redaktion um Erich Gabriel, Alfred Kaden und Jürgen Oehmichen.
Von 1962 bis 1965 absolvierte Horst Saalfrank ein dreijähriges Fernstudium an der Fachschule für Klubleiter "Martin Andersen Nexö" im Schloss Siebeneichen bei Meißen.
Anlässlich der Kreisarbeitstagung am 18. September 1965 wurde Horst Saalfrank von den Delegierten des Deutschen Kulturbundes einstimmig zum Kreissekretär wiedergewählt. In seinem Heimatort Olbernhau war er Mitte der 1960er Jahre Mitglied der Stadtverordnetenversammlung.
Nach der deutschen Wiedervereinigung wurde Horst Saalfrank Mitglied des Erzgebirgszweigvereins Olbernhau, der Bergbrüderschaft Pobershau und der 1996 gegründeten IG Bergbau und Mineralien Olbernhau. Außerdem wirkte er in Olbernhau als einer der Ortschronisten.

## Auszeichnungen
- Ehrennadel der Nationalen Front
- Auszeichnung als Verdienter Bürger anlässlich der 100-jährigen Verleihung des Stadtrechts an Olbernhau